# Куртис (Висконсин)
Куртис (енгл. Curtiss) град је у америчкој савезној држави Висконсин.

## Демографија
По попису из 2010. године број становника је 216, што је 18 (9,1%) становника више него 2000. године.
| Група             | 2000.       | 2010.       |
| Белци             | 127 (64,1%) | 103 (47,7%) |
| Афроамериканци    | 0 (0,0%)    | 1 (0,5%)    |
| Азијати           | 2 (1,0%)    | 0 (0,0%)    |
| Хиспаноамериканци | 68 (34,3%)  | 112 (51,9%) |
| Укупно            | 198         | 216         |